# آریونا بلراج
آریونا بلراج یک بازیگر هندی در صنعت فیلم کنادا است. برخی از فیلمهای آریونا بلراج به عنوان بازیگر، سایه سگ (۲۰۰۶)، شاه ببر (۲۰۱۳) و برهماسترا در گوبی (۲۰۱۹) می‌باشند.

## سابقه شغلی
آریونا بلراج در بیش از ۱۰۰ فیلم کنادا، جزوی از بازیگران فیلم‌ها بوده‌است.

## فیلم‌شناسی
- سایه سگ (۲۰۰۶)
- گاجا (۲۰۰۸)[۵]
- شاه ببر (۲۰۱۳)[۶]
- عملیات عالملاما (۲۰۱۷)[۷]
- بازرگانی واسو نان پاکا (۲۰۱۸)[۸]
- ناشایست (۲۰۱۸)[۹]
- قلمرو ویشنو (۲۰۱۹)[۱۰]
- شیر (۲۰۱۹)[۱۱]
- برهماسترا در گوبی (۲۰۱۹)[۱۲]
- انسانیت (۲۰۲۱)[۱۳]
- قهوه با عشق (۲۰۲۲)[۱۴]
- امید (۲۰۲۲)[۱۵]

## جوایز
| سال  | جایزه                    | فیلم          | بخش                       | ماحصل |
| ---- | ------------------------ | ------------- | ------------------------- | ----- |
| ۲۰۱۲ | جوایز فیلم ایالت کرناتکه | اولاوینا اوله | بهترین بازیگر نقش مکمل زن | پیروز |